# Crossharbour (DLR)
Crossharbour (en anglais : Crossharbour DLR Station), est une station de la ligne de métro léger automatique Docklands Light Railway (DLR), en zone 2 Travelcard. Elle est donne sur la East Ferry Road sur l'Isle of Dogs dans le borough londonien de Tower Hamlets sur le territoire du Grand Londres.

## Situation sur le réseau

Plan de la ligne du métro léger DLR.

Située en aérien, Crossharbour est une station de la branche sud de la ligne de métro léger Docklands Light Railway. Elle est établie entre les stations South Quay, au nord, et Mudchute, en direction du terminus sud Lewisham,. Elle est en zone 2 Travelcard.
La station dispose de deux voies encadrées par deux quais latéraux. En aval de la station des appareils de voies permettent le passage d'une voie à l'autre et l'accès à une voie de service en impasse.

## Histoire
La station Crossharbour est mise en service le 31 août 1987 par le Docklands Light Railway lorsqu'il ouvre la section de Stratford à Island Gardens,.
En 1994, la station est renommée Crossharbour & London Arena du fait de sa proximité avec la London Arena, salle multi-sports et de concert. Après la fermeture définitive et la démolition de la salle, la station est renommée, en 2006, de son nom d'origine.
En 2016, la fréquentation de la station est de 4,050 millions d'utilisateurs.

## Services aux voyageurs

### Accès et accueil
Accessible par l'East Ferry Road, la station est accessible aux personnes à la mobilité réduite.

### Desserte
Crossharbour est desservie par les rames des relations Stratford -  Lewisham aux heures de pointe, et Bank - Lewisham,.

Installations et desserte
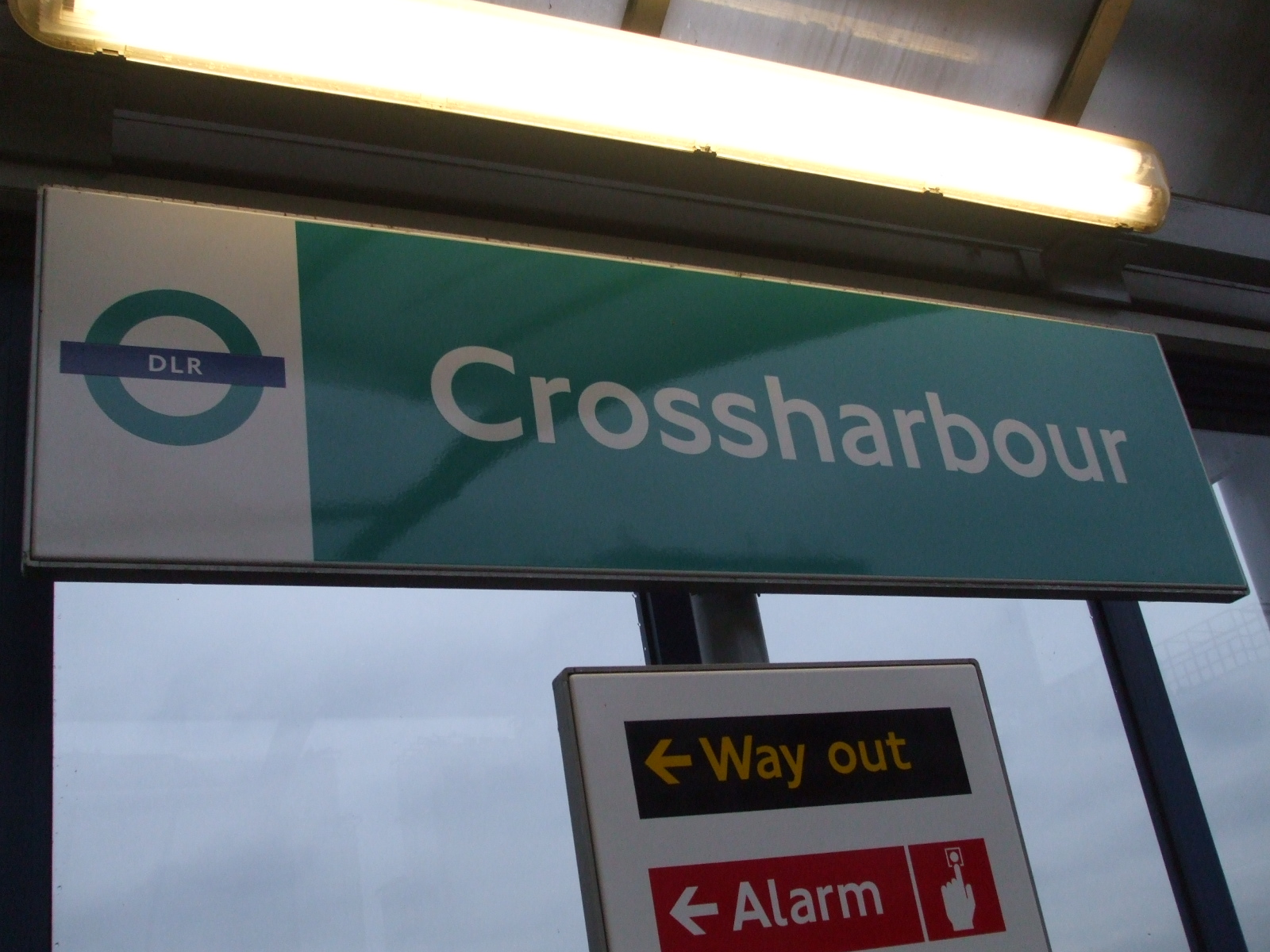
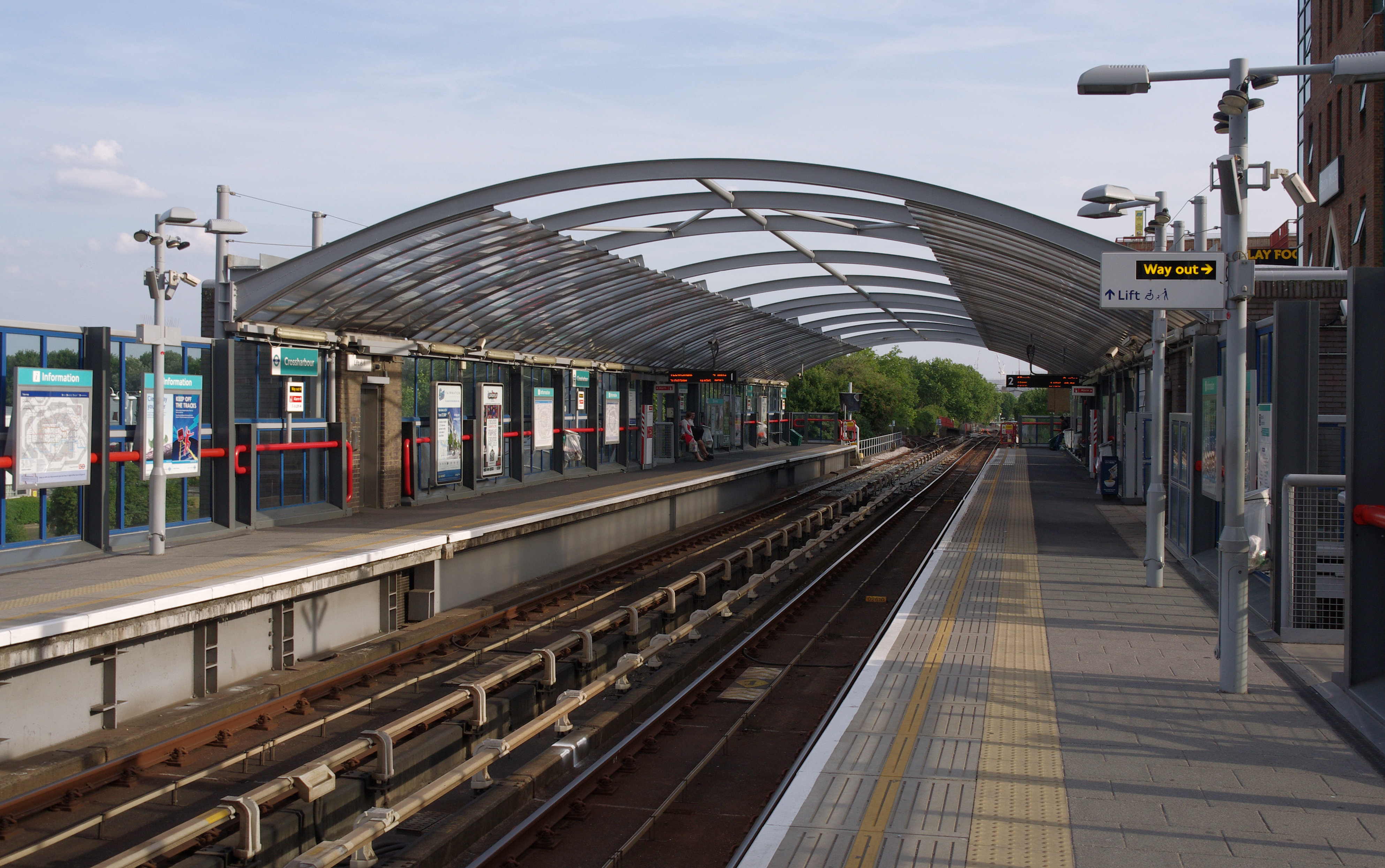
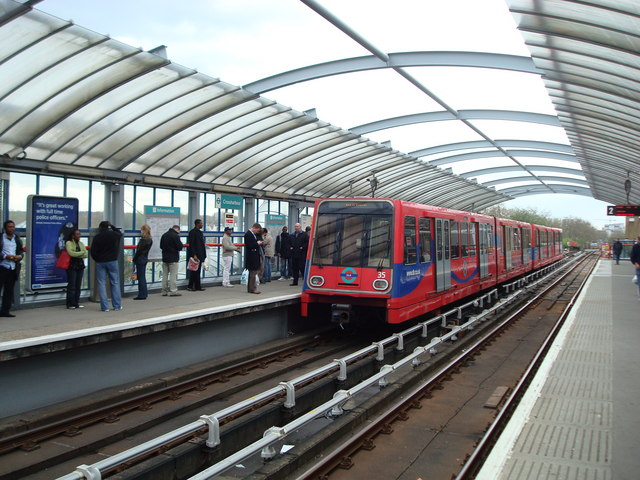

### Intermodalité
La station est desservie par les Autobus de Londres des lignes : 135, D6 et D8.

## À proximité
- Isle of Dogs
- Cubitt Town (en)